# Duvall (Washington)
Pour les articles homonymes, voir Duvall.
Duvall est une ville américaine située dans le comté de King, dans l'État de Washington. Selon le recensement de 2020, sa population est de 8 034 habitants.